# Mehmet Dolaş
Mehmet Dolaş es un deportista turco que compite en taekwondo. Ganó una medalla de bronce en el Campeonato Europeo de Taekwondo de 2014 en la categoría de –54 kg.

## Palmarés internacional
| Campeonato Europeo | Campeonato Europeo | Campeonato Europeo | Campeonato Europeo |
| Año                | Lugar              | Medalla            | Categoría          |
| ------------------ | ------------------ | ------------------ | ------------------ |
| 2014               | Bakú (Azerbaiyán)  | Medalla de bronce  | –54 kg             |